# NGC 3634
NGC 3634 (również PGC 34714) – galaktyka eliptyczna (E), znajdująca się w gwiazdozbiorze Pucharu. Odkrył ją Francis Leavenworth 24 stycznia 1887 roku. Tworzy parę z galaktyką NGC 3635.